# AFC Cup 2013
Der AFC Cup 2013 war die zehnte Ausgabe des von der Asian Football Confederation (AFC) ausgetragenen AFC Cups. Im Zuge einer Restrukturierung und Aufwertung der AFC Champions League nach neuen Kriterien erhielt auch der AFC Cup ab 2009 ein anderes Gesicht als in den Jahren zuvor. Das Turnier findet vom 9. Februar bis zum 2. November 2013 statt.

## Qualifikation

### Teilnahmeberechtigte Länder
Die AFC legte die teilnahmeberechtigten Verbandsmitgliedern im November 2012 fest.
Gegenüber dem AFC Cup 2012 konnten die Mitglieder folgende Wechsel beantragen:
- Ein Verband, welcher im AFC Cup spielte, durfte sich für die AFC Champions League 2013 bewerben. Verbände, welche die Champions-League-Kriterien nur teilweise erfüllten, dürfen sowohl am AFC Cup als auch an der Champions League teilnehmen.
- Ein Verband, welcher am President’s Cup teilnahm, durfte sich für den AFC Cup bewerben.

Jeder Verband darf zwei Mannschaften entsenden.
- Der Meister ist direkt für die Gruppenphase gesetzt.
- Der Pokalsieger oder der Zweite der Liga startet in der Gruppenphase oder der Qualifikation abhängig von der Einstufung der AFC.

| Verbandsmitglied | Startplätze  | Startplätze |
| Verbandsmitglied | Gruppenphase | Playoff     |
| ---------------- | ------------ | ----------- |
| Bahrain          | 2            | 0           |
| Irak             | 2            | 0           |
| Jemen            | 1            | 1           |
| Jordanien        | 2            | 0           |
| Kuwait           | 2            | 0           |
| Libanon          | 2            | 0           |
| Oman             | 2            | 0           |
| Syrien           | 1            | 1           |
| Tadschikistan    | 1            | 1           |
| Gesamt           | 15           | 3           |

| Verbandsmitglied | Startplätze  | Startplätze |
| Verbandsmitglied | Gruppenphase | Playoff     |
| ---------------- | ------------ | ----------- |
| Hongkong         | 2            | 0           |
| Indien           | 2            | 0           |
| Indonesien       | 2            | 0           |
| Malaysia         | 2            | 0           |
| Malediven        | 2            | 0           |
| Myanmar          | 2            | 0           |
| Singapur         | 2            | 0           |
| Vietnam          | 2            | 0           |
| Gesamt           | 16           | 0           |

Gegenüber dem Vorjahr gab es folgende Änderungen im Teilnehmerfeld
- Die Verlierer der Playoffs wechseln nicht mehr automatisch in den AFC Cup.
- Tadschikistan wechselte vom President’s Cup in den AFC Cup.
- Indien, Jordanien, Singapur und Vietnam bewarben sich für die AFC Champions League, konnten die Kriterien aber nicht erfüllen.

## Qualifizierte Mannschaften
Folgende Mannschaften haben sich qualifiziert.
| Mannschaft                                             | Qualifiziert über                                      |
| direkt qualifiziert für die Gruppenphase (Gruppen A–D) | direkt qualifiziert für die Gruppenphase (Gruppen A–D) |
| ------------------------------------------------------ | ------------------------------------------------------ |
| al-Riffa                                               | Meister Bahraini Premier League 2011/12                |
| al-Muharraq1                                           | Gewinner Bahraini King’s Cup 2012                      |
| Arbil                                                  | Meister Iraqi Super League 2011/12                     |
| Duhok                                                  | Zweiter Iraqi Super League 2011/12                     |
| al-Shaab Ibb                                           | Meister Yemeni League 2011/12                          |
| al-Faisaly                                             | Meister Jordanische 1. Liga 2011/12                    |
| al-Ramtha                                              | Zweiter Jordanische 1. Liga 2011/12                    |
| al-Qadsia                                              | Meister Kuwaiti Premier League 2011/12                 |
| al-Kuwait                                              | Zweiter Kuwaiti Premier League 2011/2012               |
| al-Safa                                                | Meister Libanesische Premier League 2011/12            |
| al-Ansar                                               | Gewinner Libanesischer FA Cup 2012                     |
| Fanja                                                  | Meister Omani League 2011/12                           |
| Dhofar                                                 | Gewinner Oman Cup 2012                                 |
| al-Shorta                                              | Meister Syrische Profiliga 2011/12                     |
| Ravshan Kulob                                          | Meister Wysschaja Liga 2012                            |
| Teilnehmer Qualifikationsrunde                         |                                                        |
| al-Ahli Taizz                                          | Gewinner Yemeni President Cup 2012                     |
| al-Wahda                                               | Gewinner Syrischer Pokal 2011/12                       |
| Regar TadAZ1                                           | Gewinner Tajik Cup 2012                                |

| Mannschaft                                             | Qualifiziert über                                      |
| direkt qualifiziert für die Gruppenphase (Gruppen E–H) | direkt qualifiziert für die Gruppenphase (Gruppen E–H) |
| ------------------------------------------------------ | ------------------------------------------------------ |
| Kitchee                                                | Meister Hong Kong First Division League 2012           |
| Sun Hei                                                | Gewinner Hong Kong Senior Challenge Shield 2012        |
| Kingfisher East Bengal                                 | Gewinner Federation Cup 2012                           |
| Churchill Brothers                                     | Dritter2 I-League 2011/12                              |
| Semen Padang                                           | Meister Indonesian Premier League 2011/12              |
| Persibo Bojonegoro                                     | Gewinner Piala Indonesia 2012                          |
| Kelantan                                               | Meister Malaysia Super League 2011/12                  |
| Selangor                                               | Dritter3 Malaysia Super League 2011/12                 |
| New Radiant                                            | Meister Dhivehi League 2011/12                         |
| Maziya                                                 | Gewinner Maldives FA Cup 2012                          |
| Yangon United                                          | Meister Myanmar National League 2011/12                |
| Ayeyawady United                                       | Gewinner MFF Cup 2012                                  |
| Tampines Rovers                                        | Meister S. League 2011/12                              |
| Warriors                                               | Gewinner Singapore Cup 2012                            |
| SHB Đà Nẵng                                            | Meister V-League 2011/12                               |
| Sài Gòn Xuân Thành                                     | Gewinner Vietnamese National Cup 2012                  |

Bemerkungen
- Bei Teams, welche sich über mehrere Wettbewerbe qualifiziert haben, wird nur der jeweils höhere Titel angegeben.

1 Da sich al-Muharraq nach der Auslosung aus dem AFC Cup zurückzog, rückte Regar-TadAZ in die Gruppenphase nach.

2 Der Meister der I-League Dempo SC wollte nicht am AFC Cup teilnehmen, daher wurde die drittplatzierte Mannschaft nominiert.

3 Die zweitplatzierte Mannschaft der Malaysia Super League waren die Singapore LionsXII. Da diese den malaysischen Verband nicht am AFC Cup repräsentieren können, wurde die drittplatzierte Mannschaft nominiert.

## Modus

### Gruppenphase
In der Gruppenphase spielten 32 Mannschaften in acht Gruppen mit jeweils vier Teams im Ligamodus (Hin- und Rückspiel) nach der Drei-Punkte-Regel. Dabei wurden die Mannschaften nach geographischen Gesichtspunkten aufgeteilt: In den Gruppen A bis E spielten Teams aus West- und Zentralasien, in den Gruppen F bis H traten Mannschaften aus Ost- und Südostasien an. Die beiden Gruppenersten qualifizierten sich für die Finalrunde der letzten 16.

### Finalrunde
Das Achtelfinale wurde ausgelost und in nur einem Spiel entschieden. Ab dem Viertelfinale wurde im K.-o.-System mit Hin- und Rückspiel der Turniersieger ausgespielt, wobei die Auswärtstorregel galt. Sollte auch im Rückspiel und/oder Endspiel nach regulärer Spielzeit und Verlängerung kein Sieger feststehen, wurde der Sieger im Elfmeterschießen ermittelt.
Das Finale wurde in nur einem Spiel ausgetragen. Austragungsort war das Heimstadion eines der beiden Finalisten.

## Spieltage
Die Spiele werden an folgenden Terminen ausgetragen. Die Auslosung der Qualifikations-, Gruppen- und Achtelfinalspiele fand am 6. Dezember 2012 in Kuala Lumpur statt.
- Qualifikationsspiele: 9. Februar
- Gruppenphase: 5./6. März, 12./13. März, 2./3. April, 9./10. April, 23./24. April, 30. April/1. Mai
- Achtelfinale: 14./15. Mai
- Viertelfinale: 17. und 24. September
- Halbfinale: 1. und 22. Oktober
- Finale: 2. November

## Qualifikationsrunde
Die Auslosung der Qualifikationsspiele fand am 6. Dezember 2012 statt. Jede Begegnung wurde in einem Spiel mit allfälliger Verlängerung und Elfmeterschießen ausgetragen. Die Sieger qualifizierten sich für die Gruppenphase, die Verlierer schieden aus.
Durch die Aufgabe von al-Muharraq nach der Auslosung rückte Regar-TadAZ, welche sich gegen den Sieger aus dem Duell al-Wahda gegen al-Ahli für die Gruppenphase qualifizieren sollte, direkt in die Gruppenphase nach. Der Sieger aus dem Qualifikationsspiel qualifizierte sich für die Gruppenphase.
|          | Ergebnis |               |
| -------- | -------- | ------------- |
| al-Wahda | 3:5      | al-Ahli Taizz |

## Gruppenphase
Die Gruppenphase wurde ebenfalls am 6. Dezember 2012 ausgelost. Die 32 Mannschaften wurden in acht Gruppen mit je vier Teilnehmern gelost. Teams aus demselben Land konnten nicht in dieselbe Gruppe gelost werden. Jeder spielt gegen jeden ein Hin- und ein Rückspiel. Die beiden besten Mannschaften jeder Gruppe erreichen das Achtelfinale.
Die Tabellen werden nach folgenden Regeln erstellt:
1. Anzahl Punkte (Sieg 3 Punkte, Unentschieden ein Punkt, Niederlage 0 Punkte)
2. Tordifferenz aus Direktbegegnungen
3. Anzahl erzielte Treffer in Direktbegegnung
4. Tordifferenz in allen Begegnungen der Gruppe
5. Anzahl erzielte Treffer in allen Begegnungen der Gruppe
6. Elfmeterschießen der betreffenden Teams (nur im Anschluss an die Direktbegegnung am Ende der Gruppenphase)
7. tieferer Fairplay-Wert (ein Punkt für jede gelbe Karte, 3 Punkte für jede rote Karte, 3 Punkte für jede rot-gelbe Karte, 4 Punkte für jede gelbe Karte in deren Anschluss direkt eine rote Karte gezeigt wird)
8. Los-Entscheid

### Gruppe A
| Pl. | Verein      | Sp. | S | U | N | Tore    | Diff. | Punkte |
| --- | ----------- | --- | - | - | - | ------- | ----- | ------ |
| 1.  | al-Kuwait   | 6   | 4 | 0 | 2 | 015:600 | +9    | 12     |
| 2.  | al-Riffa    | 6   | 3 | 1 | 2 | 009:600 | +3    | 10     |
| 3.  | al-Safa     | 6   | 3 | 1 | 2 | 007:800 | −1    | 10     |
| 4.  | Regar TadAZ | 6   | 0 | 2 | 4 | 005:160 | −11   | 02     |

|             | al-Kuwait |     | Regar TadAZ | al-Safa |
| ----------- | --------- | --- | ----------- | ------- |
| al-Kuwait   |           | 2:3 | 5:0         | 3:1     |
| al-Riffa    | 0:2       |     | 1:1         | 2:0     |
| Regar TadAZ | 1:3       | 0:3 |             | 2:3     |
| al-Safa     | 1:0       | 1:0 | 1:1         |         |

### Gruppe B
| Pl. | Verein        | Sp. | S | U | N | Tore    | Diff. | Punkte |
| --- | ------------- | --- | - | - | - | ------- | ----- | ------ |
| 1.  | Arbil         | 6   | 6 | 0 | 0 | 017:000 | +17   | 18     |
| 2.  | Fanja         | 6   | 3 | 1 | 2 | 009:600 | +3    | 10     |
| 3.  | al-Ansar      | 6   | 2 | 1 | 3 | 007:900 | −2    | 07     |
| 4.  | al-Ahli Taizz | 6   | 0 | 0 | 6 | 002:200 | −18   | 0      |

|               | al-Ahli Taizz | al-Ansar |     | Fanja |
| ------------- | ------------- | -------- | --- | ----- |
| al-Ahli Taizz |               | 0:2      | 0:4 | 0:2   |
| al-Ansar      | 5:1           |          | 0:2 | 0:0   |
| Arbil         | 4:0           | 2:0      |     | 1:0   |
| Fanja         | 3:1           | 4:0      | 0:4 |       |

### Gruppe C
| Pl. | Verein       | Sp. | S | U | N | Tore    | Diff. | Punkte |
| --- | ------------ | --- | - | - | - | ------- | ----- | ------ |
| 1.  | al-Faisaly   | 6   | 4 | 1 | 1 | 009:500 | +4    | 13     |
| 2.  | Duhok        | 6   | 4 | 0 | 2 | 014:600 | +8    | 12     |
| 3.  | Dhofar       | 6   | 3 | 1 | 2 | 008:120 | −4    | 10     |
| 4.  | al-Shaab Ibb | 6   | 0 | 0 | 6 | 003:110 | −8    | 0      |

|              |     | al-Shaab Ibb | Dhofar |     |
| ------------ | --- | ------------ | ------ | --- |
| al-Faisaly   |     | 2:1          | 2:3    | 1:0 |
| al-Shaab Ibb | 0:2 |              | 0:1    | 1:3 |
| Dhofar       | 1:1 | 1:0          |        | 1:3 |
| Duhok        | 0:1 | 2:1          | 6:1    |     |

### Gruppe D
| Pl. | Verein        | Sp. | S | U | N | Tore    | Diff. | Punkte |
| --- | ------------- | --- | - | - | - | ------- | ----- | ------ |
| 1.  | al-Qadsia     | 6   | 4 | 1 | 1 | 013:400 | +9    | 13     |
| 2.  | al-Shorta     | 6   | 4 | 0 | 2 | 008:500 | +3    | 12     |
| 3.  | al-Ramtha     | 6   | 3 | 1 | 2 | 010:700 | +3    | 10     |
| 4.  | Ravshan Kulob | 6   | 0 | 0 | 6 | 002:170 | −15   | 0      |

| al-Qadsia     |     | 2:2 | 0:1 | 3:0 |
| al-Ramtha     | 0:3 |     | 1:2 | 5:0 |
| al-Shorta     | 0:2 | 0:1 |     | 2:0 |
| Ravshan Kulob | 1:3 | 0:1 | 1:3 |     |

### Gruppe E
| Pl. | Verein             | Sp. | S | U | N | Tore    | Diff. | Punkte |
| --- | ------------------ | --- | - | - | - | ------- | ----- | ------ |
| 1.  | Semen Padang       | 6   | 5 | 1 | 0 | 015:600 | +9    | 16     |
| 2.  | Kitchee            | 6   | 4 | 0 | 2 | 018:700 | +11   | 12     |
| 3.  | Churchill Brothers | 6   | 1 | 1 | 4 | 006:130 | −7    | 04     |
| 4.  | Warriors           | 6   | 1 | 0 | 5 | 004:170 | −13   | 03     |

|                    | Churchill Brothers | Kitchee |     |     |
| ------------------ | ------------------ | ------- | --- | --- |
| Churchill Brothers |                    | 0:4     | 2:2 | 3:0 |
| Kitchee            | 3:0                |         | 1:2 | 5:0 |
| Semen Padang       | 3:1                | 3:1     |     | 3:1 |
| Warriors           | 1:0                | 2:4     | 0:2 |     |

### Gruppe F
| Pl. | Verein             | Sp. | S | U | N | Tore    | Diff. | Punkte |
| --- | ------------------ | --- | - | - | - | ------- | ----- | ------ |
| 1.  | New Radiant        | 6   | 5 | 0 | 1 | 020:400 | +16   | 15     |
| 2.  | Yangon United      | 6   | 5 | 0 | 1 | 018:500 | +13   | 15     |
| 3.  | Sun Hei            | 6   | 1 | 1 | 4 | 012:120 | ±0    | 04     |
| 4.  | Persibo Bojonegoro | 6   | 0 | 1 | 5 | 005:340 | −29   | 01     |

|               |     | Persibo Bojonegoro | Sun Hei |     |
| ------------- | --- | ------------------ | ------- | --- |
| New Radiant   |     | 6:1                | 1:0     | 3:1 |
| Persibo       | 0:7 |                    | 3:3     | 1:7 |
| Sun Hei       | 0:3 | 8:0                |         | 1:3 |
| Yangon United | 2:0 | 3:0                | 2:0     |     |

### Gruppe G
| Pl. | Verein           | Sp. | S | U | N | Tore    | Diff. | Punkte |
| --- | ---------------- | --- | - | - | - | ------- | ----- | ------ |
| 1.  | Kelantan         | 6   | 4 | 1 | 1 | 014:900 | +5    | 13     |
| 2.  | SHB Đà Nẵng      | 6   | 4 | 0 | 2 | 011:120 | −1    | 12     |
| 3.  | Maziya           | 6   | 2 | 1 | 3 | 013:120 | +1    | 07     |
| 4.  | Ayeyawady United | 6   | 1 | 0 | 5 | 009:140 | −5    | 03     |

|                  | Ayeyawady United |     | Maziya | SHB Đà Nẵng |
| ---------------- | ---------------- | --- | ------ | ----------- |
| Ayeyawady United |                  | 1:3 | 3:0    | 2:3         |
| Kelantan         | 3:1              |     | 1:1    | 5:0         |
| Maziya           | 3:1              | 6:1 |        | 2:3         |
| SHB Đà Nẵng      | 2:1              | 0:1 | 3:1    |             |

### Gruppe H
| Pl. | Verein                 | Sp. | S | U | N | Tore    | Diff. | Punkte |
| --- | ---------------------- | --- | - | - | - | ------- | ----- | ------ |
| 1.  | Kingfisher East Bengal | 6   | 4 | 2 | 0 | 013:600 | +7    | 14     |
| 2.  | Selangor               | 6   | 2 | 2 | 2 | 012:110 | +1    | 08     |
| 3.  | Sài Gòn Xuân Thành     | 6   | 2 | 2 | 2 | 009:120 | −3    | 08     |
| 4.  | Tampines Rovers        | 6   | 0 | 2 | 4 | 012:170 | −5    | 02     |

|                 | Kingfisher East Bengal | Sài Gòn Xuân Thành | Selangor |     |
| --------------- | ---------------------- | ------------------ | -------- | --- |
| East Bengal     |                        | 4:1                | 1:0      | 2:1 |
| Sài Gòn         | 0:0                    |                    | 2:1      | 2:2 |
| Selangor        | 2:2                    | 3:1                |          | 3:3 |
| Tampines Rovers | 2:4                    | 2:3                | 2:3      |     |

## Finalrunde

### Achtelfinale
Die Begegnungen finden am 14. und 15. Mai statt, Rückspiele gibt es im Achtelfinale nicht.
|                        | Ergebnis              |               |
| ---------------------- | --------------------- | ------------- |
| al-Kuwait              | 1:1 n. V. (4:1 i. E.) | Duhok         |
| al-Faisaly             | 3:1                   | al-Riffa      |
| Arbil                  | 3:4 n. V.             | al-Shorta     |
| al-Qadsia              | 4:0                   | Fanja         |
| Semen Padang           | 2:1                   | SHB Đà Nẵng   |
| Kelantan               | 0:2                   | Kitchee       |
| New Radiant            | 2:0 n. V.             | Selangor      |
| Kingfisher East Bengal | 5:1                   | Yangon United |

### Viertelfinale
Die Hinspiele finden am 17. September, die Rückspiele am 24. September statt.
|                        | Gesamt    |              | Hinspiel | Rückspiel |
| ---------------------- | --------- | ------------ | -------- | --------- |
| al-Qadsia              | (a)2:2(a) | al-Shorta    | 0:0      | 2:2       |
| Kitchee                | 2:4       | al-Faisaly   | 1:2      | 1:2       |
| New Radiant            | 02:12     | al-Kuwait    | 2:7      | 0:5       |
| Kingfisher East Bengal | 2:1       | Semen Padang | 1:0      | 1:1       |

### Halbfinale
Die Hinspiele finden am 1. und 2. Oktober, die Rückspiele am 22. Oktober statt.
|           | Gesamt |                        | Hinspiel | Rückspiel |
| --------- | ------ | ---------------------- | -------- | --------- |
| al-Qadsia | 3:1    | al-Faisaly             | 2:1      | 1:0       |
| al-Kuwait | 7:2    | Kingfisher East Bengal | 4:2      | 3:0       |

### Finale
| al-Qadsia                                                           | al-Qadsia | al-Kuwait | al-Kuwait |
| ------------------------------------------------------------------- | --- | --- | --------- |
| al-Qadsia                                                           | \| 2. November 2013 um 19:00 Uhr in Kuwait (Mohammed-al-Hamad-Stadion) \| \| Ergebnis: 0:2 (0:0) \| \| Zuschauer: 10.000 \| \| Schiedsrichter: Abdul Malik ( Singapur) \| | \| 2. November 2013 um 19:00 Uhr in Kuwait (Mohammed-al-Hamad-Stadion) \| \| Ergebnis: 0:2 (0:0) \| \| Zuschauer: 10.000 \| \| Schiedsrichter: Abdul Malik ( Singapur) \| | al-Kuwait |
| al-Qadsia                                                           | Nawaf al-Khaldi – Amer al-Fadhel, Musaed al-Enazi (85. Ahmad al-Dhefiri), Khaled Ebrahim – Ibrahima Keita, Saleh al-Sheikh, Talal al-Amer (63. Hamad Aman), Nawaf al-Mutairi (71. Hamad al-Enezi), Khaled al-Qahtani – Omar al-Somah, Saif al-Hashan Cheftrainer: Mohammed Ibrahem | Musab al-Kandari – Husain Ali Baba (58. Shereedah al-Shereedah), Yaqoub al-Taher, Fahad Awadh Shaheen, Hussain Hakem, Fahad al-Rashidi – Chadi Hammami, Jarah al-Ateeqi (78. Sami al-Sanea), Waleed Ali Jumah – Issam Jemâa (65. Abdullah al-Buraiki), Rogerinho Cheftrainer: Marin Ion | al-Kuwait |
| al-Qadsia                                                           | 0:1 Rogerinho (52.) 0:2 Issam Jemâa (64.) | | al-Kuwait |
| al-Qadsia                                                           | Musaed al-Enazi (59.), Hamad Aman (82.), Khaled al-Qahtani (86.) | Yaqoub al-Taher (36.), Fahad Awadh Shaheen (73.) | al-Kuwait |
| 2. November 2013 um 19:00 Uhr in Kuwait (Mohammed-al-Hamad-Stadion) | | |           |
| Ergebnis: 0:2 (0:0)                                                 | | |           |
| Zuschauer: 10.000                                                   | | |           |
| Schiedsrichter: Abdul Malik ( Singapur)                             | | |           |

## Torschützen
| Platz | Spieler         | Mannschaft             | Tore |
| ----- | --------------- | ---------------------- | ---- |
| 01.   | Issam Jemâa     | al-Kuwait Kaifan       | 16   |
| 02    | Jordi Tarrés    | Kitchee                | 12   |
| 03    | Edward Wilson   | Semen Padang           | 10   |
| 04    | Bader al-Mutawa | al-Qadsia              | 9    |
| 04    | Ali Ashfaq      | New Radiant            | 9    |
| 04    | Adama Koné      | Yangon United          | 9    |
| 07    | Ahmad Al Douni  | al-Shorta              | 7    |
| 07    | Amjad Radhi     | Erbil                  | 7    |
| 07    | Rogérinho       | al-Kuwait Kaifan       | 7    |
| 010   | Chidi Edeh      | Kingfisher East Bengal | 6    |
| 010   | Gastón Merlo    | SHB Đà Nẵng            | 6    |
| 010   | Mohamed Umair   | New Radiant            | 6    |